# Briúkhovo
Briúkhovo (en rus: Брюхово) és un poble del krai de Perm, a Rússia, que pertany al districte rural de Ielovski. El 2010 tenia 377 habitants.